# 樟樹灘村

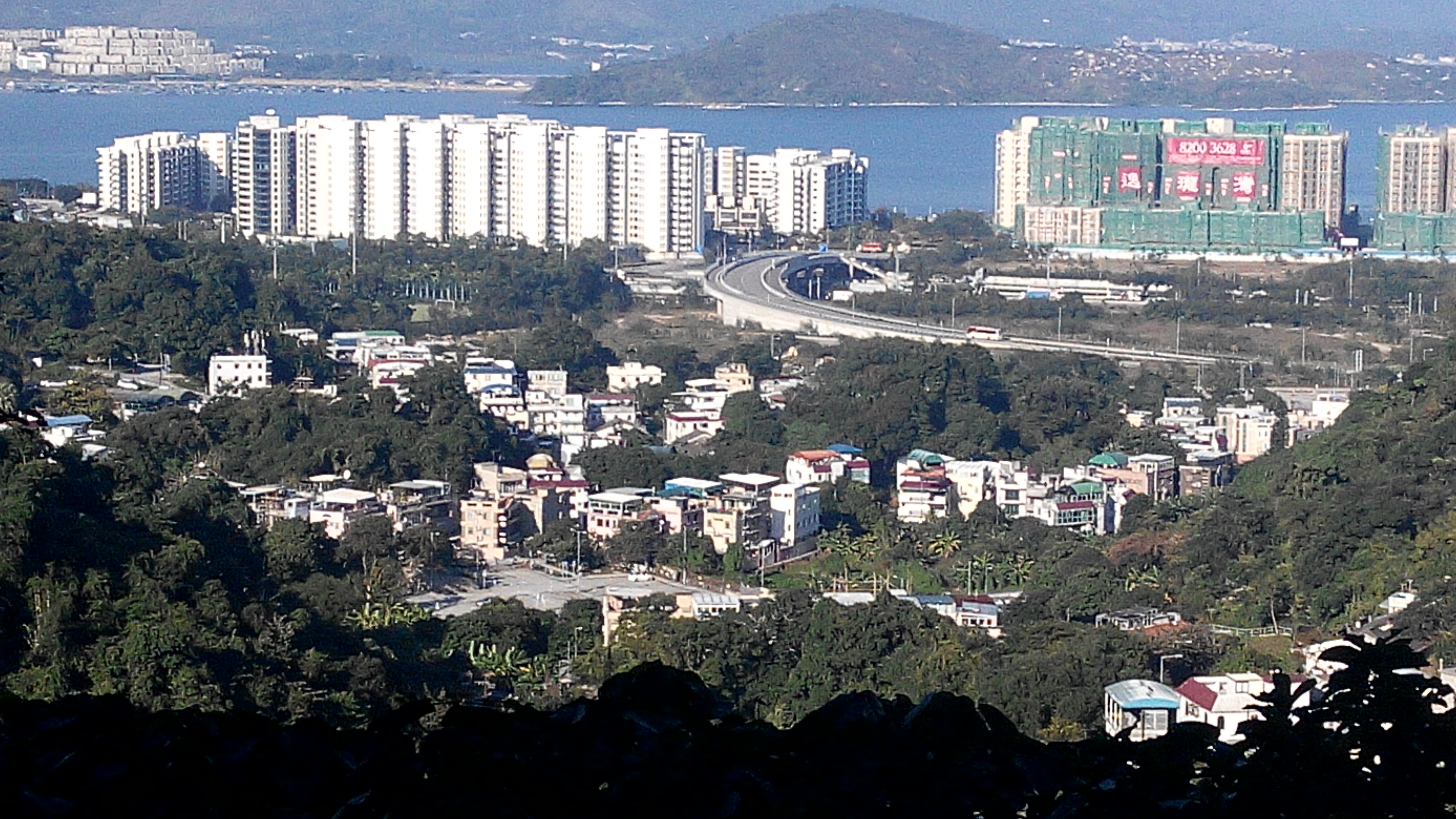
從大埔公路俯瞰樟樹灘村

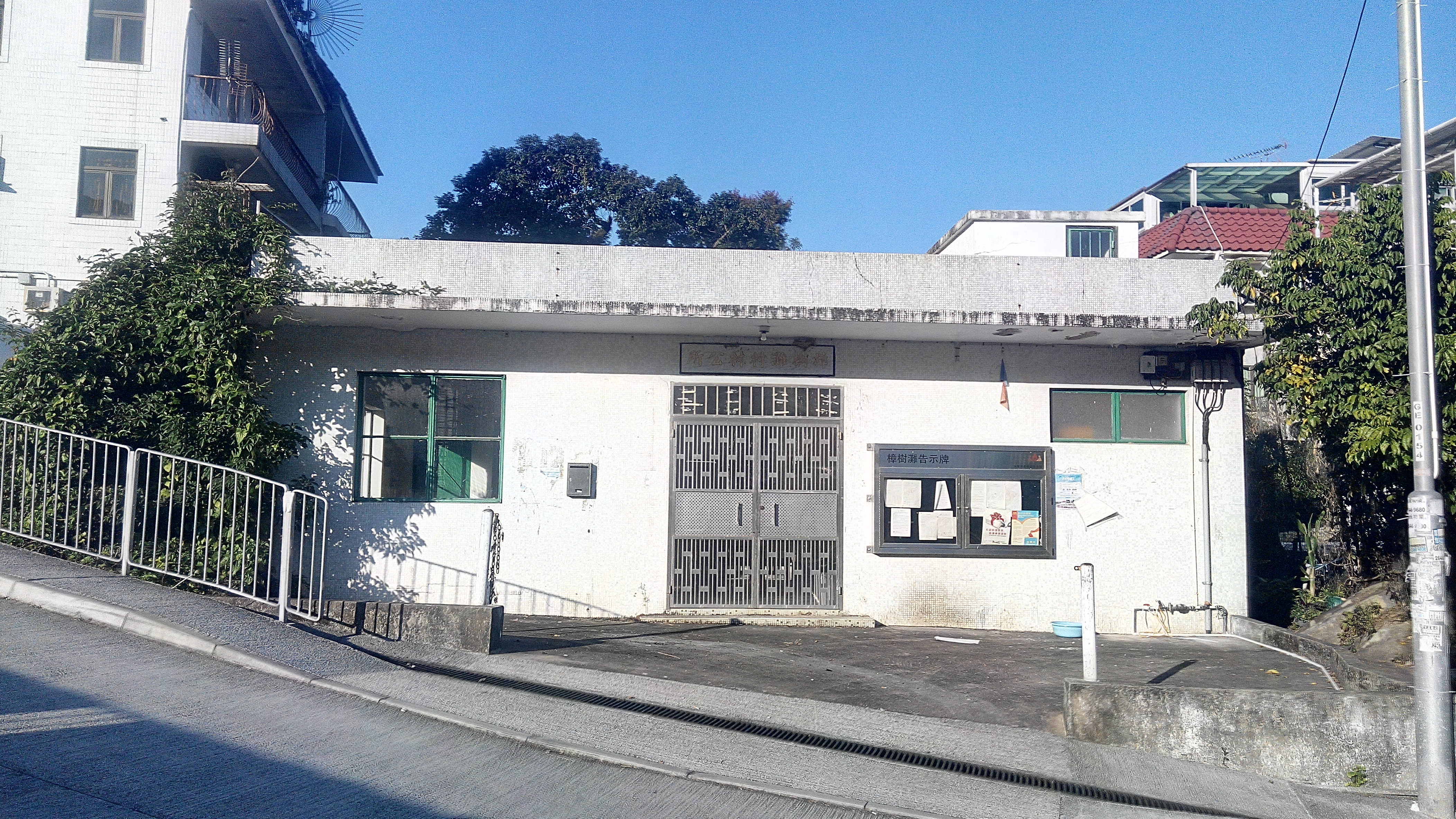
樟樹灘村村公所

樟樹灘村位於香港新界大埔區白石角大埔尾，是一條客家原居民鄉村，與毗連的大埔尾村同屬大埔七約中「樟樹灘約」的「樟樹灘鄉」。樟樹灘村由於四周樹林以樟樹居多而得名，但於日治時期遭大量砍伐，至今僅存數棵，樟樹灘村村公所內的碑刻有提及：「本村原名樟溪」，另有土名稱額珠頭、白石角、檸檬窩、蕉坑、排門、橫巷、店巷、官坑、黃坭塊、新屋家、螺殼峴等。

## 歷史
樟樹灘村立村的時間可以上溯至清朝康熙八年（1669年），清政府准許復界，新舊村民再度遷入大埔，按康熙二十七年（1688年）編撰的
《新安縣志》說明大埔區內有名為「樟樹坦」的村落，大概就是樟樹灘村。最早落籍為溫、廖及駱三姓，現今僅存溫氏一族。樟樹灘村連同鄰近的赤泥坪村（現時行政上歸沙田鄉事委員會管理）以「樟樹灘約」的名義於同治十二年（1873年）參加「大埔七約」。及後邱姓自廣東博羅縣遷入，江姓和鄭姓隨後也遷居樟樹灘村。在1905年香港政府進行「土地登記」後，由李姓佔據的樟樹灘村部份土地獨立成為大埔尾村。鄭姓村民在1920年代後也全部搬離，移居錦山村。村內建有邱氏、溫氏和江氏宗祠，鄭氏祠堂因於乏人料理而損毀倒塌。
以往白石角未填海時，樟樹灘村面向吐露港，當年的九廣鐵路英段（今港鐵東鐵綫）沿著海岸線建設，駛經本村外形成一個急彎。由於該路段曾發生多次嚴重意外，以及考慮到夜間貨運列車行駛所帶來的噪音問題，九廣鐵路公司其後趁政府落實白石角填海工程時，利用收車時間將有關路段拉直至與吐露港公路平排，1995年9月24日先完成了南行綫，在同年10月8日最終完成了北行綫，舊有路段則被廢除。現時相關路段仍保留一條石橋「19號橋」，但路軌已被撤去。

## 宗祠
樟樹灘村內村民的組織是以姓氏為區分，而每個姓氏各自組成獨立單位，並以祠堂作為中心。
溫氏是最早居於樟樹灘的村民，村內的「溫家祖祠」於1982年重建，祠堂呈單間一進，內堂（三勝堂）置一木主，上書「溫氏堂上歷代祖先考妣神位」，牆壁懸掛一個鏡框，上書1982年22名溫氏的捐款名單和數額。溫氏在樟樹灘村的開基祖為溫漢楊，生有二子，長子俊輝、次子俊松，形成溫氏兩大房。溫氏每年到祠堂祭祖兩次：年三十晚和年初二（開年）；村民如添有男丁，亦會於新春到祠堂「點燈」。
樟樹灘現時則以邱氏人數最多，邱氏與鄰近赤泥坪村同一太公，原籍福建，其後移居廣東，再遷入新界，分為四大房，分佈於林村、新屋仔、赤泥坪和樟樹灘。樟樹灘村的開基祖是排行最小的燦斐祖，至今已有200多年，其下再分作五小房。現時在樟樹灘村的邱氏祠堂稱作「燦斐邱公祠」。祠堂為單間兩進，祠內牆上有對聯：「博羅移安三百餘年春祭秋嘗明祀典；繼龍迄泰二十六世左昭右穆序源流」。祠堂內堂供桌中間位置有木主，書上「邱氏堂上始高曾祖考妣神位」，旁邊供奉「敕奉義勇關聖帝君尊神位」。每逢農曆年三十和年初一，邱氏族人均會齊集祭祖。邱氏習慣只行重陽秋祭，拜祭在大埔林村的「大婆」，以及在西貢的「阿公墳」和「細婆」。除了在本地拜祭祖先外，亦會「組團」往廣東博羅祭祀老祖宗。2011年燦斐邱公祠重修完工舉行開光儀式，時任環境局長邱騰華聯同著名數學家丘成桐擔任主禮嘉賓。
江氏目前只有少數仍居於樟樹灘村，江氏宗祠於2006年完成重修，為單間一進，內堂供桌上供奉「江氏堂上始高曾祖考妣神位」。村內的江姓人來自河南省淮陽縣周口市附近，但移居樟樹灘村已有200多年的歷史。江氏每年秋祭均到西貢祭太公墓。

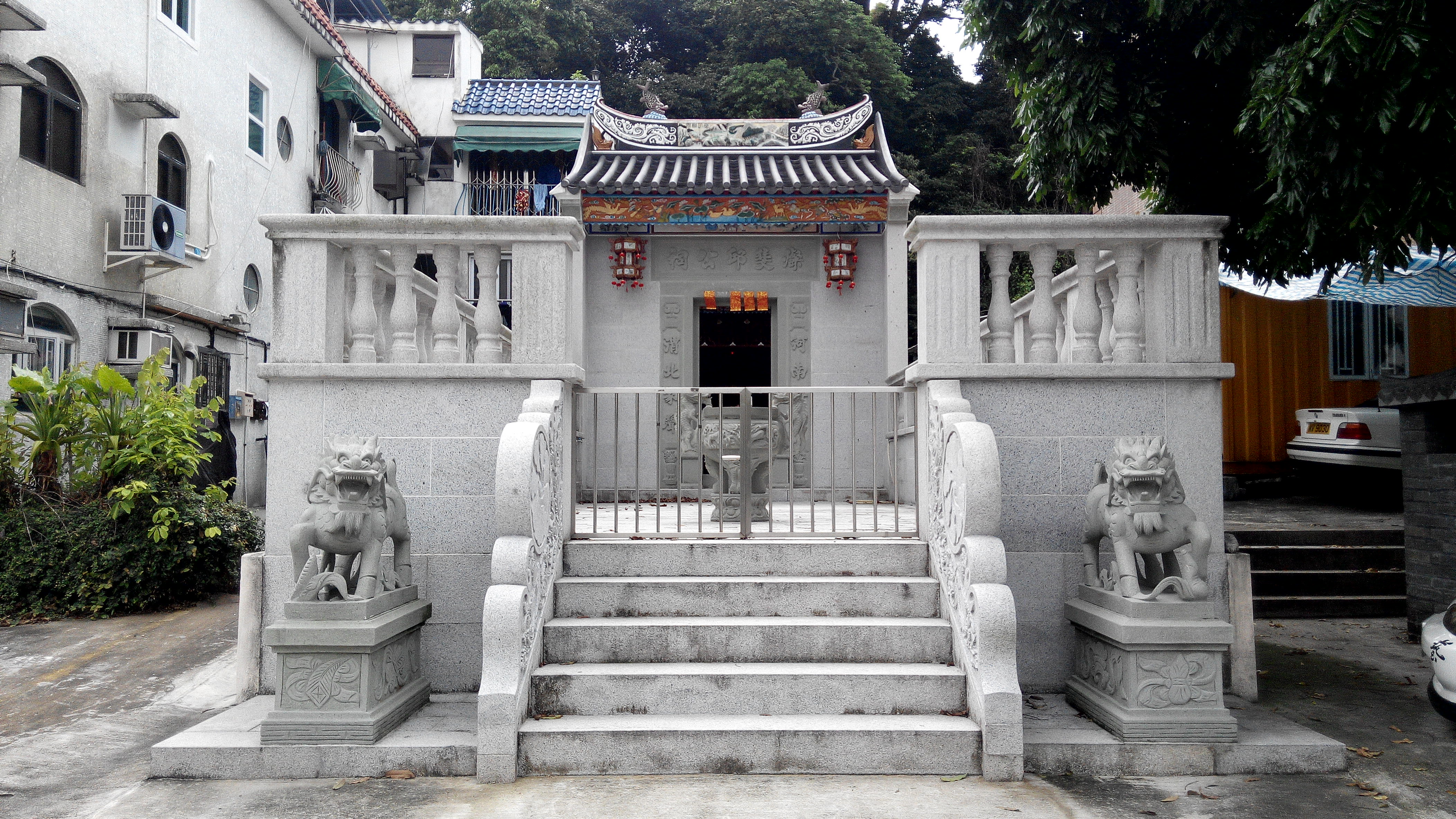
邱氏宗祠
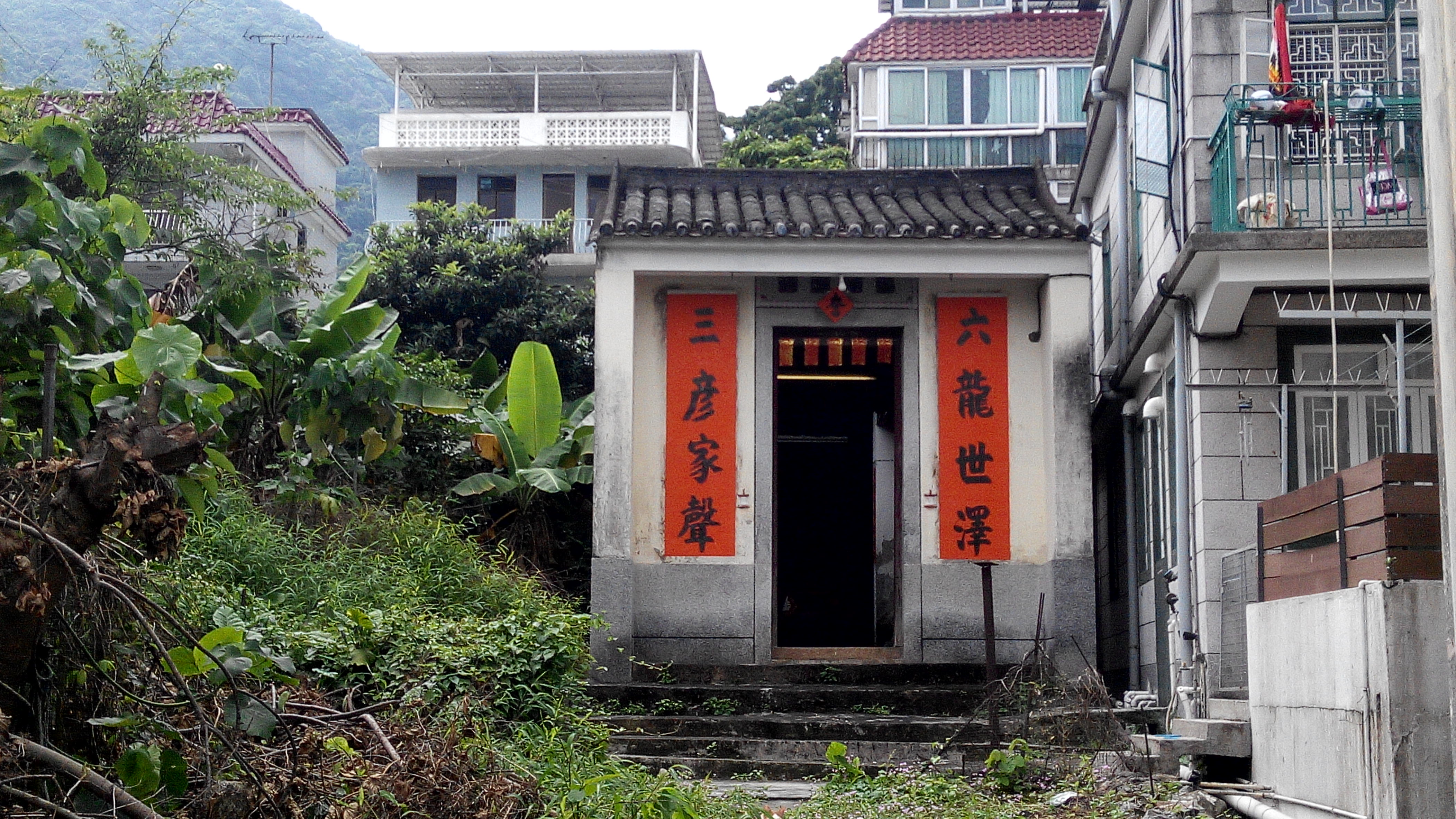
溫氏祖祠
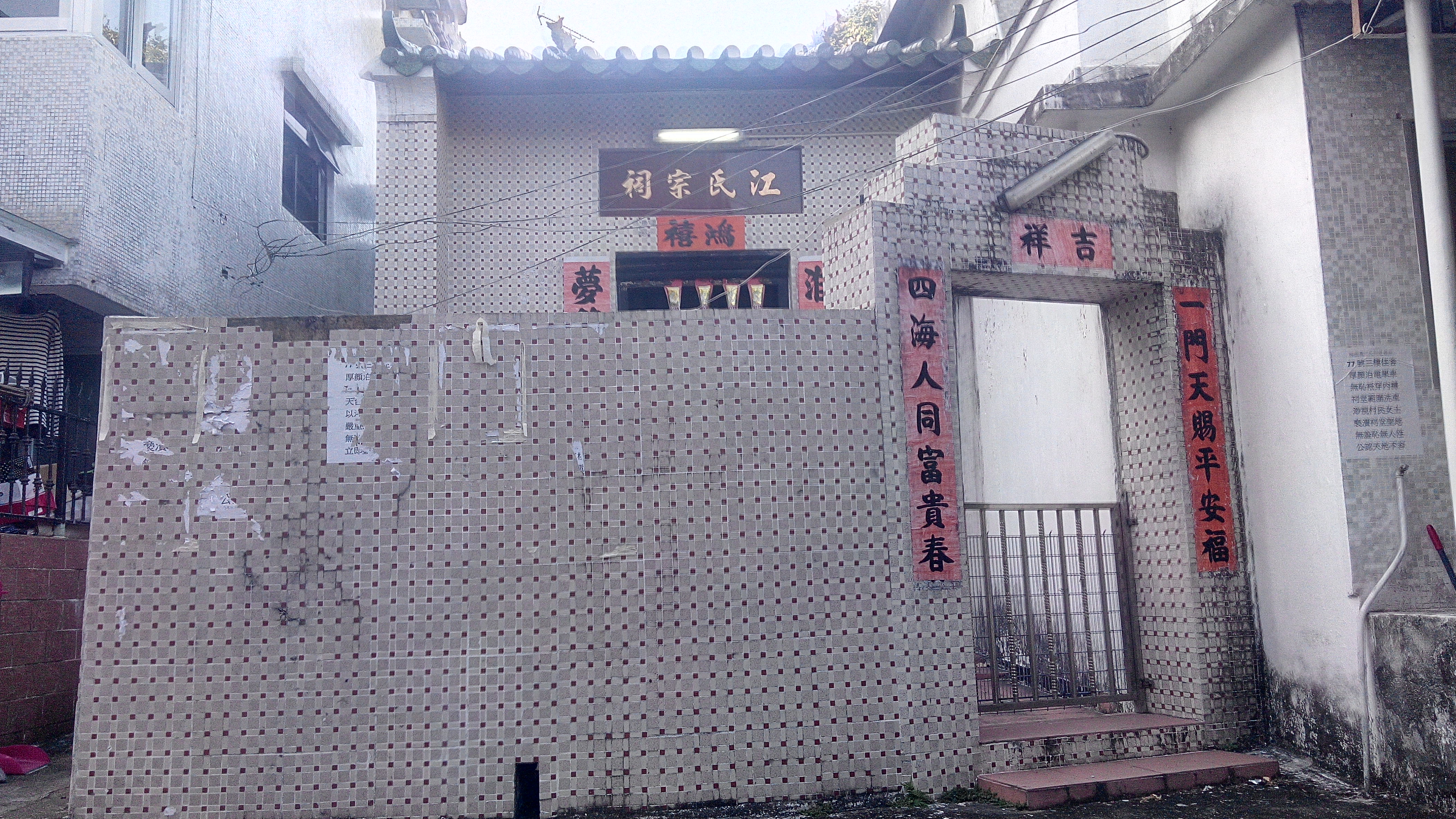
江氏宗祠
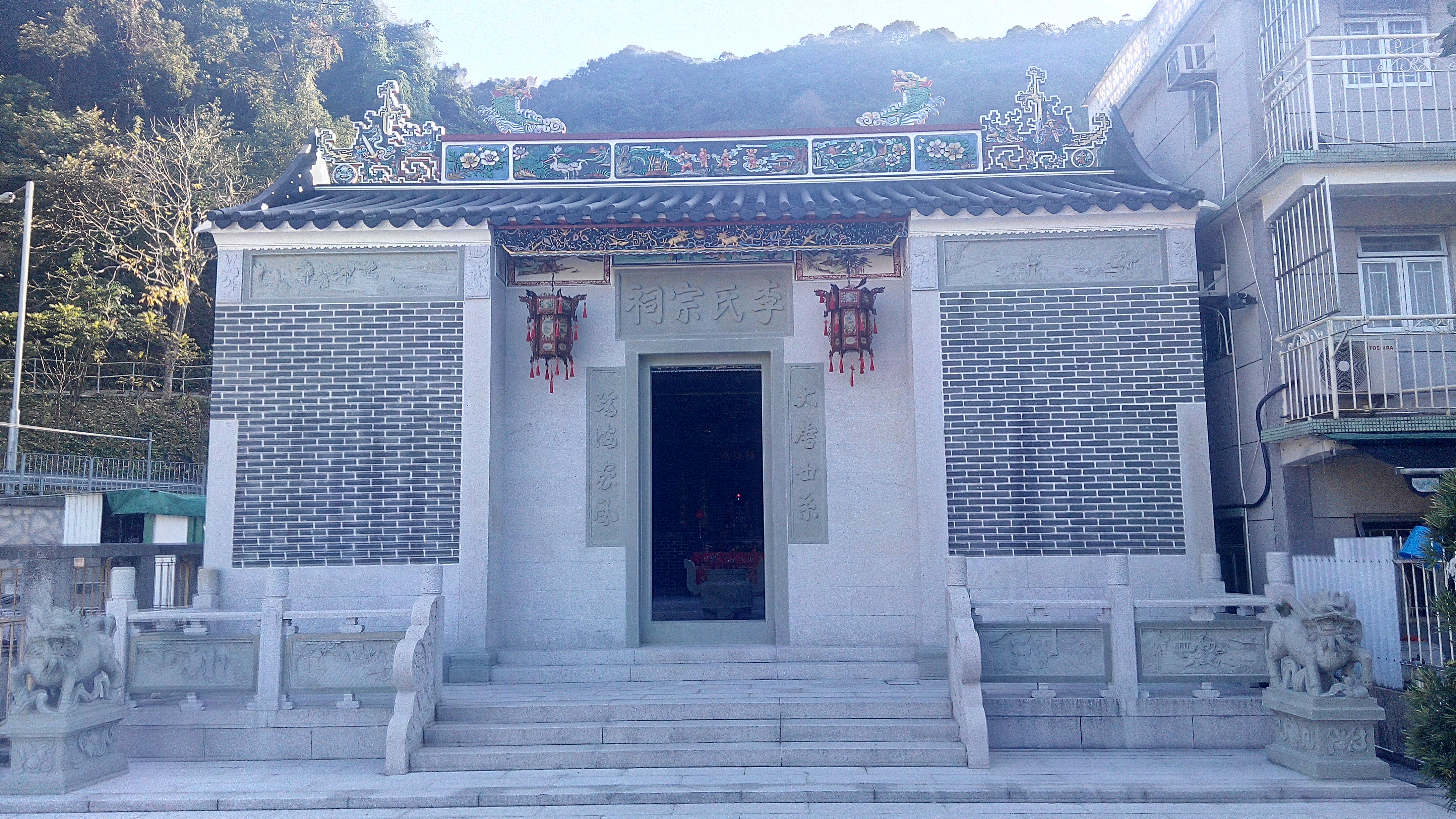
大埔尾李氏宗祠

## 人口
樟樹灘與大埔尾兩村在全盛時期約有2,000居民，村民多以務農或捕魚為主，飼養六畜為副，收獲用木船載往大埔墟販賣。五十年代初，兩村青年陸續出外謀生，主要前往英國，安定後甚至舉家移居海外。近年有部份移民村民回歸，現時兩村居民大約500人左右。樟樹灘是一條雜姓村落，現時則以邱姓人數最多。

## 協天宮古廟

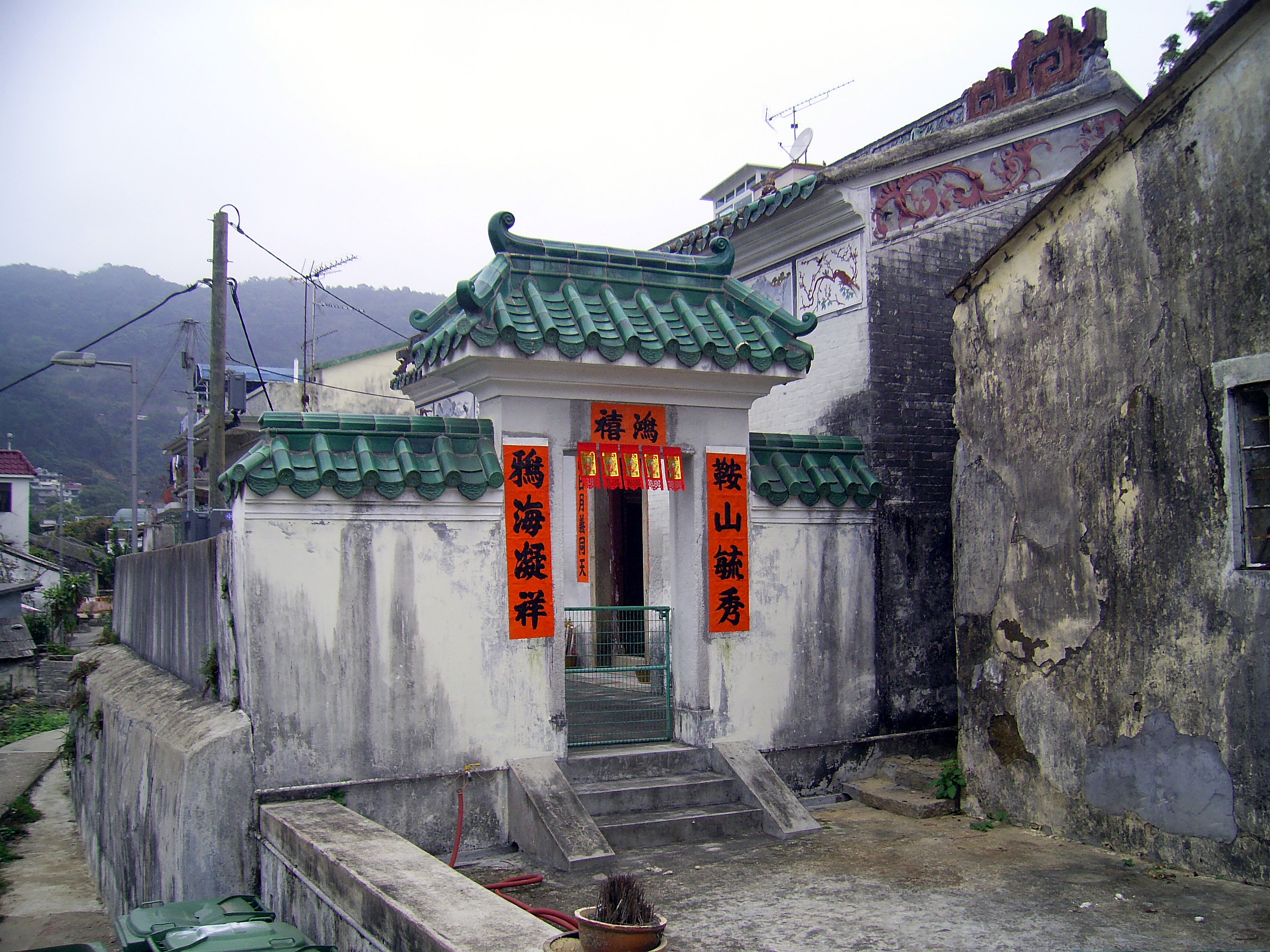
協天宮進口

樟樹灘村內有協天宮古廟，是香港二級歷史建築物，由溫姓始祖建立，建造日期不詳，初時僅為小型廟宇。其後因香火鼎盛，遂於清朝光緒廿四年（1898年）擴建，並刻石誌其事，其後於宣统三年（1911年）及1997年重修。協天宮除供奉關聖帝君外，尚有關平太子、周倉大將、太歲爺爺及福德公公等。協天宮作為樟樹灘村各個姓氏的共同建築物，在村公所出現之前，是全村包括已分拆獨立的大埔尾村的最高權力組織。
早期廟內有四副木刻對聯，其一：「義氣翠桃園兄弟三人三顧勤勞垂簡冊；精忠扶漢室君臣一德一生功業炳乾坤」、其二：「伐吳魏以興劉耿耿丹心昭日月；封侯王而至帝巍巍大德配乾坤」、其三：「義膽忠肝龍虎相從兄及弟；單刀匹馬華夷共仰古猶今」及其四：「千秋大義無雙士；萬古精忠第一人」，但四副木刻對聯同於日佔時期被燒燬。
在戰前，為了向關帝表示崇敬，樟樹灘村和大埔尾村五姓村民定於每年農曆五月十三日關帝誕，例必搭棚演四日五夜粵劇神功戲，酬謝神恩及祈求來年順境。開台首日先抬出關帝神像到戲棚前的神棚安奉，並鳴鑼十三響以表恭敬。

## 樹人學校

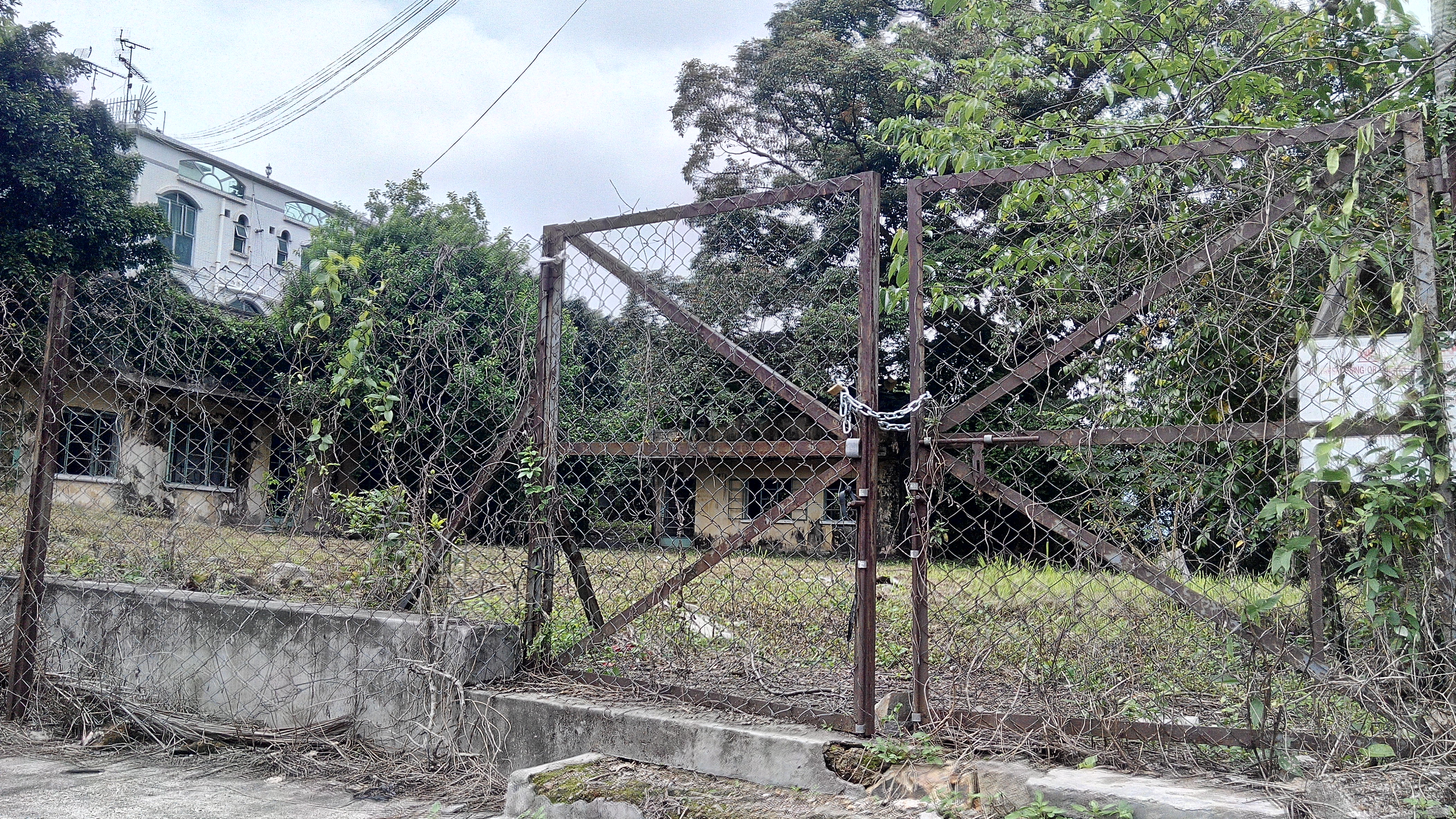
荒廢的樹人學校校舍

樹人學校於1938年創辦，初期借用協天官作為校舍，翌年獲教育司署批准特別津貼，每年按季發出。日佔時期停辦，重光後復校。於1952年在教署登記註冊，並成立校董會。1962年因學生人數激增而申建獨立校舍，獲撥款27,000港元，建成課室兩間及教務室一間，於同年9月啟用，翌年增建一間課室及擴建校園。1970年代為樹人學校全盛時期，學生人數多達200餘人，除兩村子弟外，亦有來自鄰近多條鄉村如大埔滘村及赤坭坪村等的學生。其後村民移民日眾，加上出生率下降，學生人數漸減，終因收生人數不足，於1989年停校。
歷任校長
- 1952－1965年：李華章（創辦人兼校長）
- 1965－1972年：張　明
- 1972－1975年：粱耀明
- 1975－1980年：陳學明
- 1980－1989年：黎高也

## 外部連結
- 樟樹灘鄉
- 古物諮詢委員會：在大埔樟樹灘進行搶救發掘[永久]